# Lutz Leisering
Lutz Leisering (* 4. August 1953 in Winterberg) ist Professor für Sozialpolitik an der Fakultät für Soziologie der Universität Bielefeld. 
Das Studium in Mathematik, Informatik und Politikwissenschaft an der Universität Bonn schloss Leisering 1977 mit dem Diplom in Mathematik ab. Danach studierte er in Hamburg, Bielefeld und Peking Chinesisch und Soziologie. Das Soziologiestudium schloss er 1983 in Bielefeld mit dem Diplom ab. Nach Tätigkeiten an der dortigen Fakultät für Soziologie und am Zentrum für interdisziplinäre Forschung nahm Leisering ein Promotionsstudium an der London School of Economics auf, das er 1989 abschloss. Danach wurde er wissenschaftlicher Mitarbeiter und später Hochschuldozent an der Universität Bremen im Sonderforschungsbereich 186, wo er sich 1993 habilitierte. Seit 1999 ist Leisering Professor für Sozialpolitik in Bielefeld. 
Leiserings Forschungsschwerpunkte sind Armut, Alterssicherung, Soziologie des Wohlfahrtsstaats, international vergleichende und globale Sozialpolitik mit einem Schwerpunkt auf neuen Wohlfahrtsstaaten in Asien. Gemeinsam mit Stephan Leibfried und anderen führte er die dynamische, auf Längsschnittdaten basierende Sozialhilfeforschung in Deutschland ein. Daneben arbeitete er als Politikberater, u. a. für Fraktionen im Deutschen Bundestag, für die GTZ und die Regierung der Volksrepublik China. Er ist Gründungs- und Vorstandsmitglied des Bielefelder Instituts für Weltgesellschaft (IW), Antragsteller des dortigen DFG-Graduiertenkollegs 844 „Weltgesellschaft - Die Herstellung und Repräsentation von Globalität“ und der Bielefeld Graduate School in History and Sociology (BGHS, Exzellenzinitiative). Er war Mitglied des Senats- und des Bewilligungsausschusses der DFG für Sonderforschungsbereiche (2004–2007). 2003/2004 war er Fellow am Hanse-Wissenschaftskolleg, Delmenhorst.

## Publikationen
- Globale Sozialpolitik, Schwerpunktheft der Zeitschrift für Sozialreform 56 (2010), Heft 2 (Hrsg.)
- Soziale Grundsicherung in der Weltgesellschaft (gemeinsam mit Petra Buhr und Ute Traiser Diop). Transcript Verlag, Bielefeld 2006, ISBN 3-89942-460-3
- mit Rainer Müller und Karl F. Schumann: Institutionen und Lebensläufe im Wandel. Institutionelle Regulierungen von Lebensläufen. Juventa Verlag, Weinheim und München 2001, ISBN 3-7799-1083-7
- Von Grossbritannien Lernen? Wohlfahrtsstaatsreform Im Zeichen Des Dritten Weges. Anglo-German Foundation Publications, ISBN 1-900834-19-7
- mit Stephan Leibfried: Time and Poverty in Western Welfare States. United Germany in Perspective. Cambridge University Press, Cambridge 1999, ISBN 0-521-59013-2.
- Zeit der Armut. Lebensläufe im Sozialstaat. (gemeinsam mit Stephan Leibfried u. a.). Suhrkamp, Frankfurt 1995, ISBN 3-518-11923-0
- Sozialstaat und demographischer Wandel. Campus, Frankfurt/New York 1992, ISBN 3-593-34390-8